# Operation Sommerregen
Operation Sommerregen (hebräisch מבצע גשמי קיץ Miwtza gischmei kaitz) ist der militärische Codename einer Aktion der israelischen Streitkräfte Ende Juni 2006 im Gazastreifen.
Auslöser war die Gefangennahme des 19-jährigen israelischen Soldaten Gilad Schalit. Vorangegangen war zunächst eine Intensivierung des Beschusses Südisraels mit Boden-Boden-Raketen durch militante Palästinenser aus dem Gazastreifen und die Festnahme zweier Terrorverdächtiger durch israelische Spezialkräfte.
In der Nacht zum 28. Juni 2006 drangen israelische Bodentruppen erneut in den 2005 geräumten Gazastreifen ein und besetzten ihn teilweise. Während der palästinensische Raketenbeschuss sich weiter verstärkte und auch Städte im bis dahin sicheren israelischen Hinterland traf, griff Israel Ziele im Gazastreifen aus der Luft an. Im Verlauf des am 12. Juli begonnenen Zweiten Libanonkrieges nahmen die Kampfhandlungen ab und gingen dann in die Operation Herbstwolken über, die am 26. November 2006 mit einem Waffenstillstand endete.

## Vorgeschichte

### Raketenbeschuss aus dem Gazastreifen
Im August und September 2005 räumte Israel ohne Gegenleistung den seit 1967 besetzten Gazastreifen. Am 28. März 2006 schossen Militante des Islamischen Dschihad in Palästina eine 122-mm-Katjuscha-Rakete aus dem Gazastreifen auf Israel ab. Diese Raketen werden sonst regelmäßig von der Hisbollah verwendet und wurden nun erstmals aus dem Gazastreifen abgeschossen. Eine größere Zahl von Kassam-Raketen schlugen in dem westlichen Negev ein; 49 im März, 64 im April, 46 im Mai und über 83 im Juni. Vor dem Wahlsieg der Hamas wurden die meisten Raketenabschüsse durch den Islamischen Dschihad ausgeführt. Seitdem werden auch andere Gruppen bezichtigt, diese Raketen abzuschießen.

### Strandzwischenfall von Bait Lahiya
Die israelische Armee nahm regelmäßig Stellungen unter Beschuss, die nach ihren Angaben von militanten Palästinensern zum Abschuss von Raketen verwendet wurden.
Am 9. Juni wurden bei einer Explosion an einem Strand in der Nähe von Bait Lahiya im Gazastreifen acht Palästinenser getötet und mindestens dreißig weitere verletzt. Die US-amerikanische NGO Human Rights Watch und das palästinensische Innenministerium beschuldigen die Tzahal, den Zwischenfall durch Artilleriebeschuss verursacht zu haben. Die israelische Armee wies die Verantwortung von sich und macht eine Mine oder einen älteren, nicht explodierten Blindgänger für die Explosion verantwortlich. Hamas beendete nach dem Zwischenfall offiziell die 16-monatige Waffenruhe und übernahm die Verantwortung für auf Israel abgeschossene Kassam-Raketen.

### Gefangennahme von Usama und Mustafa Muamar
Am frühen Morgen des 24. Juni 2006 drangen Kommandoeinheiten der israelischen Streitkräfte erstmals seit dem israelischen Abzug im Jahr 2005 wieder in den Gazastreifen ein. Im Haus der Familie Muamar in der Nähe von Rafah, in der Ortschaft Umm al-Nasser, nahmen sie um 3:30 Uhr Ortszeit (0:30 Uhr GMT) Osama und Mustafa Muamar gefangen und schafften beide nach Israel. Den beiden wurde vorgeworfen, als Hamas-Terroristen Anschläge in Israel geplant zu haben.

### Tötung zweier israelischer Soldaten und Gefangennahme von Gilad Schalit
Am 25. Juni 2006 drangen Militante auf israelisches Gebiet vor. Sie benutzten für diese Aktion einen Tunnel, der zuvor in monatelanger Arbeit zum Schmuggel von Waffen gegraben worden war. Nach Überrumpelung eines Wachpostens der israelischen Armee bei Kerem Schalom wurden im Zuge des nachfolgenden Gefechts zwei israelische Soldaten getötet und der 19-jährige Korporal Gilad Schalit gefangen genommen. (Die israelische Regierung gab später an, diese Aktion sei der Anlass für den Beginn ihrer Militäroffensive im Gazastreifen gewesen. Sie berief sich aber auch darauf, den Beschuss der westlichen Negev-Wüste mit Kassam-Raketen vom Gazastreifen aus stoppen zu wollen).
Das radikalislamische Volkswiderstandskomitee, die bisher unbekannte Gruppe Armee des Islam sowie die als militärischer Arm der Hamas geltenden Izz-ad-Din-al-Qassam-Brigaden bekannten sich gleichermaßen zur Verschleppung des Soldaten und forderten für seinen Austausch die Freilassung aller weiblichen und jugendlichen palästinensischen Gefangenen.

## Militärische Operation

### Eindringen in den südlichen Gazastreifen
Am 28. Juni warf die israelische Luftwaffe (IAF) über dem Gazastreifen Flugblätter ab, um die Bevölkerung vor der bevorstehenden Militäraktion zu warnen. Anschließend griff die IAF Ziele im Gazastreifen an und zerstörte dabei unter anderem das einzige Elektrizitätswerk dort sowie mehrere Brücken. Letzteres wurde damit begründet, dass den Geiselnehmern etwaige Fluchtwege abgeschnitten werden sollten. Danach rückten 3000 israelische Soldaten bei Chan Yunis in den südlichen Gazastreifen ein. Israelische Truppen besetzten auch den internationalen Flughafen von Gaza.
Das Volkswiderstandskomitee reagierte auf die Kampfhandlungen mit der Bekanntgabe der Entführung des 18-jährigen Siedlers Elijahu Ascheri aus Itamar im Westjordanland. Die Organisation drohte mit der Ermordung Ascheris, falls die Invasion nicht gestoppt würde. (Am 29. Juni fanden Einheiten der Tzahal Ascheri erschossen in einem verlassenen Auto auf einem Feld bei Ramallah. Nach israelischen Angaben war der Student bereits kurz nach seiner Entführung am 25. Juni mit einem Kopfschuss getötet worden. – Die Organisation hatte sich zu Ascheris Entführung bekannt, aber Einheiten der Tzahal nahmen später vier Verdächtige fest, die Aktivisten der zur Fatah gehörenden al-Aqsa-Märtyrerbrigaden und Angehörige palästinensischer Sicherheitseinheiten sind.)
Durch die al-Aqsa-Märtyrerbrigaden wurde später bekanntgegeben, dass sie einen weiteren Israeli entführt hätten. Noach Moskowich aus Rischon LeZion wurde allerdings in der Nähe der Stelle tot aufgefunden, an der er zuletzt gesehen worden war. Sein Tod hatte offensichtlich natürliche Ursachen.
Bei Einbruch der Nacht begannen israelische Einheiten damit, Ziele im Gazastreifen mit Mörsergranaten zu beschießen, und zerstörten israelischen Angaben zufolge zwei Lagerhäuser, in denen sich Waffen befanden.

### Eindringen in den nördlichen Gazastreifen
Am Abend des 28. Juni 2006 marschierten Panzer und Truppen der Tzahal an der nördlichen Grenze des Gazastreifens auf und nahmen strategische Positionen für die zweite Phase der Operation ein, deren Ziel nach israelischen Angaben die Abschussbasen der Kassam-Raketen waren. Der Kassam-Raketenbeschuss wurde kontinuierlich fortgesetzt und in den frühen Morgenstunden des 29. Juni begannen israelische Kriegsschiffe damit, Mörsergranaten auf die Stellen abzufeuern, von denen Raketen aufgestiegen waren.
Darstellungen von Augenzeugen zufolge wurde auch die Islamische Universität Gaza von einer Rakete getroffen. Weiter wurde berichtet, dass israelische Panzer, Truppen und Planierraupen in den nördlichen Gazastreifen eingedrungen seien. Ägypten appellierte, mehr Zeit für Verhandlungen zu ermöglichen. Daraufhin gab die israelische Armee eine Unterbrechung der zweiten Phase bekannt, um den Militanten die Herausgabe Schalits zu ermöglichen.

### Gefangennahme von Mitgliedern der Hamas
Am 29. Juni nahmen israelische Truppen im Westjordanland 64 führende Hamas-Mitglieder fest, unter ihnen acht Regierungsmitglieder der Palästinensischen Autonomiebehörde und bis zu zwanzig Abgeordnete des Palästinensischen Legislativrates. Unter den Verhafteten waren Finanzminister Abed Rayek, Arbeitsminister Muhammad Barghuti, der Minister für religiöse Angelegenheiten Nayif ar-Radschub (sein Bruder Dschibril ar-Radschub ist Mitglied der rivalisierenden Fatah), ferner die Nummer zwei der Hamas-Wahlliste Muhammad Abu Tir und einige Vorsitzende von Regionalräten, sowie der Bürgermeister von Qalqiliya und sein Stellvertreter. In der Folge gingen Repräsentanten der Hamas in den Untergrund. Nach Aussage der Tzahal seien die gefangenen Minister kein Faustpfand für die Freilassung von Schalit, sondern einfach eine Operation gegen eine terroristische Organisation. Die israelische Armee und Regierungsmitglieder kündigten an, dass die Festgenommenen in Israel angeklagt und vor Gericht gestellt werden sollten.
Die Operation war nach Presseberichten bereits Wochen zuvor geplant und mit dem israelischen Generalstaatsanwalt Menachem Matzutz abgestimmt worden. Matzutz wolle die Verhafteten anklagen, weil sie es versäumt hatten, Terroranschläge zu verhindern und weil sie Mitglieder in einer Terrororganisation seien. Die Höchststrafe für diese Vergehen beläuft sich in Israel auf zwanzig Jahre Gefängnis und das Verfahren findet, wie bei Einwohnern des Gazastreifens und des Westjordanlands üblich, vor einem Militärgericht statt. – Im späteren Verlauf des Konfliktes wurde am 6. August Abd al-Aziz Duwaik, der Sprecher des Palästinensischen Legislativrates, in seinem Haus im Westjordanland unter Hausarrest gestellt.

### Israelische Luftangriffe auf Gaza
Am 30. Juni begann die israelische Luftwaffe im Gazastreifen mit einer Reihe von Bombenangriffen auf verschiedene Ziele. In der Nacht attackierten israelische Kampfflugzeuge unter anderem auch ein Büro der Fatah, sowie das Innenministerium in Gaza-Stadt. Die Tzahal meldete auch einen Angriff auf das Büro des Innenministers Said Sizam. Nach Ansicht der Tzahal handelte es sich bei dem Büro um einen Treffpunkt zur Planung und Steuerung von Terroraktivitäten. In einem getrennten Luftschlag trafen drei Raketen das Büro von Chalid Abu Ilal, einen Beamten des Innenministeriums, der ebenfalls einer Pro-Hamas-Miliz vorsteht.
In der Nacht zum 1. Juli zerstörte Israel sieben wichtige Straßen im Gazastreifen durch Luftangriffe. Das israelische Militär erklärte, so sollte die Bewegungsfreiheit der Entführer Schalits weiter eingeschränkt werden. Diese wiederum weiteten ihre Forderung nach der Freilassung aller weiblichen und jugendlichen palästinensischen Gefangenen in Israel auf alle älteren und kranken aus.
Nachdem die israelische Armee den palästinensischen Ministerpräsidenten Ismail Haniyya gewarnt hatte, er könne zu einem Angriffsziel werden, falls Schalit nicht freigelassen werde, feuerte die IAF am frühen Morgen des 2. Juli 2006 zwei Raketen auf das Büro des palästinensischen Regierungschefs.

### Raketenfeuer nach Israel und die israelische Reaktion
Der 4. Juli 2006 bedeutet einen neuen Höhepunkt des Raketenfeuers von Gaza aus auf israelisches Gebiet, da erstmals eine offenbar verbesserte Kassam-Rakete das Zentrum von Aschkelon erreichte. Die Rakete traf einen leeren Schulhof und verursachte nur Sachschaden.
Am nächsten Tag schlugen zwei weitere Raketen in südlichen Stadtvierteln von Aschkelon ein und verletzten acht Zivilisten. Daraufhin erhielt die Tzahal den Befehl, die Offensive im nördlichen Gazastreifen auszuweiten. Das erklärte Ziel der Operation war es, die Milizen weiter nach Süden abzudrängen, um dadurch Aschkelon und andere Küstenorte aus der Reichweite des Raketenbeschusses zu bringen.
Das israelische Sicherheitskabinett hatte am 5. Juli 2006 eine längere und gründlichere Militäraktion im Gazastreifen verlangt. In einer Verlautbarung hieß es, dass „Vorbereitungen getroffen werden, eine Änderung der Spielregeln und der Verfahrensweise mit der Palästinensischen Autonomiebehörde und Hamas herbeizuführen.“
Am selben Tag haben israelische Soldaten in der sich im Westjordanland befindlichen Stadt Barkan, in der Nähe von Ariel, einen Palästinenser festgenommen, der einen Gürtel mit Explosivstoffen trug. Nach Angaben der Tzahal hätte der Mann einen Anschlag in einer israelischen Großstadt geplant.
Am 6. Juli 2006 besetzte die Golani-Brigade mit Unterstützung durch die Luftwaffe und Artilleriefeuer die ehemaligen israelischen Siedlungen Dugit, Nisanit und Elei Sinai im nördlichen Gazastreifen. Zur Errichtung einer Sicherheitszone rückten israelische Panzer am 6. Juli 2006 bis in die Außenbezirke von Bait Lahiya vor. Dabei verloren sechs palästinensische Zivilisten und ein israelischer Soldat ihr Leben. 55 Palästinenser, darunter 15 Kinder, wurden bei dem Vorstoß verletzt.
In einem Artikel in dem israelischen Nachrichtenportal Ynetnews wird die Situation in den Augen eines palästinensischen Einwohners lebhaft beschrieben:

„Es ist ein verrücktes Bild – jeder schießt auf jeden. … Soldaten tauchen aus den Bäumen auf, von Häuserdächern. Die Bewohner wissen nicht, ob sie ihre Wohnungen verlassen sollten oder sich verstecken.“

Kassam-Raketen schlug auch bei Netiwot, Sa'ad und einigen anderen kleineren Ortschaften und Kibbuzim in der Negev ein.

## Weitere Ereignisse
Die israelische Armee rückte weiterhin nicht weiter in den nördlichen Gaza-Streifen ein; nach Informationen der Zeitungen Haaretz und Jedi’ot Acharonot beruhte diese Taktik auf Befürchtungen des israelischen Regierungschefs Ehud Olmert, in dem eng besiedelten Gebiet zahlreiche Opfer in Armee und Zivilbevölkerung hinnehmen zu müssen. Die Meinungen der israelischen Zeitungen in Hinblick auf die vermehrt gegen die palästinensische Hamas-Regierung gerichtete Operation Sommerregen waren gespalten: einerseits wurde die Chance gesehen, endgültig mit Hamas aufzuräumen, andererseits war von einer militärischen Eskalation frei von jeder Logik die Rede.
Am 3. Juli forderten die Entführer ultimativ die Freilassung 1.000 palästinensischer Gefangener binnen 24 Stunden, anderenfalls werde Schalit getötet. Der arabischen Zeitung al-Hayat zufolge habe ein ägyptisches Vermittler-Team Schalit besucht, der zwar verletzt, aber in ärztlicher Behandlung sei. Israel weitete seine Offensive aus: 25 Panzer drangen in den nördlichen Gazastreifen ein; bei Angriffen auf Räume der al-Aqsa-Märtyrerbrigaden wurden drei Palästinenser getötet und vier weitere verletzt.
Das dezimierte palästinensische Parlament beschloss, Israel wegen der Verhaftungen von 30 Abgeordneten und Ministern beim Internationalen Gerichtshof in Den Haag zu verklagen.
30 Panzer der israelischen Armee rückten am 4. Juli bis nach Beit Hanun im nördlichen Gazastreifen vor. Bei mehreren Zwischenfällen wurden zwei Palästinenser getötet und vier weitere verletzt. Der Sprecher der Gruppe Islamische Armee deutete trotz Ablauf des Ultimatums an, dass Schalit noch am Leben sei. Der internationale Grenzübergang Erez wurde gesperrt, so dass zahlreiche Ausländer, darunter vor allem Journalisten, im Gazastreifen festsitzen.
In der Nacht zum 8. Juli rückten israelische Bodentruppen in Vororte von Gaza-Stadt ein, wobei es zu heftigen Gefechten kam. Israel zog sich aus den in den Vortagen besetzten Gebieten im nördlichen Gaza-Streifen zurück, schloss aber eine Rückkehr nicht aus.

## Situation im Gazastreifen während des Libanonkrieges 2006
Nachdem am 12. Juli 2006 der Beschuss Nordisraels durch Katjuscha-Raketen und die Gefangennahme zweier israelischer Soldaten die israelische Militäraktion ausgelöst hat, die zum Libanonkrieg 2006 führte, ist der Konflikt im Gazastreifen aus dem Brennpunkt des internationalen Medieninteresses geraten. Daran hat auch der spätere Waffenstillstand nichts geändert und manche Beobachter merken an, dass es sich bei dem Konflikt im Gazastreifen um einen „vergessene[n] Krieg“ handelt.

## Anschließende Militäraktionen
Obwohl Israel die Operation Sommerregen während des Libanonkrieges beendet hat, haben israelische Truppen danach wiederholt örtlich und zeitliche beschränkte Militäroperationen im Gazastreifen durchgeführt. Hierzu gehören die Operation Regenmann, die Operation Vier Arten, sowie die Operation Fußspuren im Sand, die vor allem das Ziel hatte, von Militanten gegrabene Tunnels zum Schmuggel von Waffen unter der Philadelphi-Passage hindurch zu zerstören. Keine dieser Aktionen kam allerdings den militärischen Zielen der Tzahal – die Befreiung von Gilad Schalit und die Beendigung des Beschusses durch Kassam-Raketen – näher.
Die israelische Armee hat allerdings ihre Taktik geändert und ist vom eher planlosen Beschuss des Gazastreifens mit Mörsergranaten abgerückt, um – so die Tzahal – Opfer unter den Zivilisten zu verringern. (Trotzdem kam es am 8. November 2006 zu einem folgenschweren Granatangriff in Beit Hanun, bei dem mindestens 19 Zivilisten getötet wurden).
Mit der Verhaftung von Abd ar-Rahman Zaidan, des palästinensischen Ministers für Wohnungsbau und öffentliche Arbeiten, in seinem Haus bei Ramallah wurde am 4. November 2006 bereits der zehnte Minister seit dem Beginn der Krise festgenommen.

## Nebenschauplatz Westjordanland
Obwohl das Westjordanland gemeinsam mit dem Gazastreifen die Palästinensischen Autonomiegebiete bildet, kam es dort nicht zu größeren Auseinandersetzungen zwischen israelischen Kräften und Palästinensern. Im Westjordanland spielt nach wie vor die gemäßigte Fatah von Palästinenserpräsident Abbas die dominierende Rolle, zudem stehen weite Teile des Westjordanlandes unter Kontrolle israelischer Truppen.

## OperationHerbstwolken
Am 1. November 2006 startete das israelische Militär unter dem Namen Operation Herbstwolken eine neue Offensive im Norden des Gazastreifens. Ziel waren zunächst palästinensische Stellungen in der Nähe von Beit Hanun, von denen in den vergangenen Wochen Raketen auf israelische Dörfer abgeschossen wurden. In den folgenden Tagen wurden erneut gezielt Mitglieder des bewaffneten Arms der Hamas sowie der al-Aqsa-Märtyrerbrigaden getötet.
Da nach palästinensischen Angaben auch zahlreiche zivile Opfer bei der Militäroperation zu beklagen sind, rief Palästinenserpräsident Abbas den Sicherheitsrat der Vereinten Nationen zum Eingreifen auf. Der Sicherheitsrat befasst sich mit einem Resolutionsentwurf, der von Katar eingebracht worden war, aber der Entwurf scheiterte am Veto der Vereinigten Staaten.

## Reaktionen
Außenminister der Staaten der Europäischen Union sowie die USA und die UNO äußerten Besorgnis angesichts der Eskalation.
Regierungsmitglieder von Russland, USA, Deutschland und die UNO forderten erneut zu Verhandlungen auf. Der palästinensische Ministerpräsident Ismail Haniyya forderte die Freilassung der Geisel, kritisierte aber zugleich die israelische Offensive als gegen die Hamas-Regierung gerichtet.
In einer Umfrage zwischen dem 4. und 7. Juli unter mehr als 1000 Palästinensern stimmten 96,3 % der Befragten den Forderungen nach „Gegenleistungen“ für eine Freilassung des entführten israelischen Soldaten zu, nur 2,9 % sind für eine bedingungslose Befreiung Schalits. Knapp die Hälfte der Befragten bevorzugte eine Freilassung der in Israel inhaftierten Frauen und Jugendlichen gegenüber anderen durch die Entführer aufgebrachten Forderungen.
Der UN-Menschenrechtsrat kritisierte das israelische Vorgehen als „unverhältnismäßig“ und warf Israel eine Missachtung der Menschenrechte vor.